# Sillerud
Sillerud är en småort i Silleruds socken i Årjängs kommun i Värmlands län, öster om Svensbysjön och intill E18. Silleruds kyrka ligger 1 kilometer söderut. I Silleruds hembygdsgård finns bland annat minnen från missionären Peter Fjellstedt. Åren 1928 – 1954 var Sillerud en station / hållplats vid Åmål–Årjängs Järnväg.

## Personer från orten
- Konstnären Jacob Silvén var född i Sillerud 1851.[4]
- Den amerikanska släkten Bush har anor från "Silleryd" i Sverige, som eventuellt är identiskt med Sillerud.